# Idioma neerlandés
El idioma neerlandés (Nederlandsⓘ) es un idioma que pertenece a la familia germánica, que a su vez es miembro de la familia indoeuropea. En español, así como también acontece en otros idiomas, es comúnmente conocido como holandés, término aceptado por la RAE, aunque estrictamente este sólo se refiere a uno de los dialectos del neerlandés. Forma parte del grupo germánico occidental, relacionado con el bajo alemán. Es la lengua materna de más de 25 000 000 de personas en el mundo y la tercera lengua germánica con más hablantes nativos, después del inglés y el alemán.
- Es lengua oficial en el Reino de los Países Bajos compuesto por los Países Bajos (en la región de Frisia el frisón también es oficial), las islas antes llamadas Antillas Neerlandesas de Curazao, San Martín, Aruba, Bonaire, Saba y San Eustaquio, en Bélgica (concretamente en las regiones[2] de Flandes y Bruselas) y en Surinam. Es también una de las lenguas oficiales de la Unión Europea y de la Unión de Naciones Suramericanas.
- Sin ser oficial, es empleado también como lengua materna en partes de la región del bajo Rin de Alemania y en el norte de Francia (unos 60 000 hablantes aprox.). Debido a la colonización y la emigración se habla también en Canadá (unos 160 000), en Estados Unidos (unos 150 000),[3] en Nueva Zelanda (unos 29 000) y en algunas partes de Indonesia (35 000 estudiantes anuales), donde era la lengua utilizada en la administración pública colonial neerlandesa.

## Aspectos históricos, sociales y culturales

### Variedades de la lengua
El nombre del idioma en neerlandés es nederlands. Se recomienda el uso de la palabra neerlandés en documentos oficiales.
Debido a la turbulenta historia de los Países Bajos y de Bélgica, así como del idioma neerlandés, los nombres que otros pueblos han escogido para referirse a este varían más que para otras lenguas.

#### Neerlandés
En español, la palabra neerlandés deriva del francés néerlandais, a su vez derivado del vocablo Nederlands, que en el idioma neerlandés es el adjetivo de Nederland, cuyo significado es «Tierra Baja» o «País Bajo».

#### Holandés
Estrictamente hablando, «holandés» es el dialecto del neerlandés hablado en las regiones de Holanda Septentrional y Holanda Meridional.
En el habla común, de forma metonímica, se llama «holandés» al idioma sin reparar en los límites geográficos y, de hecho, su uso es mucho más frecuente que «neerlandés». No debe considerarse un error, pues en español es correcto usar este vocablo para referirse al idioma neerlandés, como queda recogido en el Diccionario de la Real Academia; sin embargo, en ambientes académicos u oficiales, es conveniente evitar la ambigüedad y ceñirse al término oficial. En muchos idiomas, holandés es el único término que sirve para este idioma. 

#### Flamenco
La separación política entre las provincias neerlandófonas provocó que en cada zona el idioma sufriera una evolución con muchos rasgos idiosincrásicos. El término flamenco se usó de forma algo informal para distinguir las peculiaridades del sur. En los primeros años de autonomía de Flandes dentro de Bélgica se usó flamenco (vlaams) para referirse al idioma de esta región, pero poco después se eliminó por completo este vocablo de la legislación para usar solo el término neerlandés (nederlands). El término «flamenco» sigue hoy en uso para referirse al conjunto de dialectos de Flandes.

#### Limburgués
El limburgués es un conjunto de hablas regionales estrechamente relacionadas con el neerlandés moderno, ya que también es un descendiente del antiguo franconio oriental. Algunos lingüistas clasifican el limburgués como una lengua separada, mientras que otros consideran que el neerlandés estándar, el flamenco, el limburgués y el afrikáans pueden considerarse como variedades divergentes de la misma lengua con un alto grado de inteligibilidad mutua.

#### Afrikáans
El afrikáans, hablado en Sudáfrica y Namibia, es una variedad germánica occidental estrechamente relacionada con el neerlandés estándar ya que ambos derivan del neerlandés medio. El afrikáans es considerado una lengua diferente a causa de las crecientes diferencias con el neerlandés aparecidas a partir del siglo XVII; sin embargo, siguen teniendo un alto grado de inteligibilidad.

### Ejemplos en otros idiomas
El vocablo inglés «Dutch» viene de «Diets», la antigua palabra germánica para la lengua del «Diet», el «pueblo», por oposición a las élites «cultas» que hablaban latín. La misma raíz dio origen a la palabra «Deutsch», que en el idioma alemán significa «alemán».

### Dialectos regionales
Una rápida clasificación que suele hacerse es reducir sus dialectos a dos, holandés* en el norte y flamenco* en el sur, y esta es la clasificación que recoge el Diccionario de la RAE. En una clasificación más detallada tendríamos ocho variantes principales que en realidad serían grupos de dialectos más locales.
* En el apartado «Nombres del idioma» se aclara el uso de los términos holandés y flamenco.
Históricamente las variedades de neerlandés han formado parte de un continuo dialectal que incluye también a variedades más relacionadas con el (alto) alemán estándar y el bajo alemán.
Los mapas muestran la distribución de los dialectos del neerlandés, obviando algunas peculiaridades que se dan en algunas ciudades.
El bajo sajón neerlandés, zelandés y limburgués se muestran también como dialectos, si bien es discutible si se trata de un dialecto o una lengua aparte, pues en las lenguas germánico-occidentales es muy problemático establecer una clara frontera entre dialecto e idioma.
| A | Grupo sudoccidental |

| 1. West-Vlaams (flamenco occidental), incluyendo el flamenco de Francia y el de Zelanda | 2. Zeeuws (zelandés) |

| B | Grupo Noroccidental (holandés) |

| 3. Zuid-Hollands (holandés meridional) 4. Westhoeks 5. Waterlands* y Volendams* 6. Zaans* | 7. Kennemerlands 8. West-Fries* (frisón occidental) 9. Bildts, Midslands, Stadsfries y Amelands* |

| C | Grupo nororiental (bajo sajón neerlandés) |

| 10. Kollumerlands 11. Gronings 12. Stellingwerfs 13. Midden-Drents 14. Zuid-Drents | 15. Twents 16. Twents-Graafschaps 17. Gelders-Overijssels (Achterhoeks) y Urks 18. Veluws |

| D | Grupo central-septentrional |

19. Utrechts-Alblasserwaards
| E | Grupo central-meridional |

| 20. Zuid-Gelders 21. Noord-Brabants y Noord-Limburgs (brabanzón septentrional y (limburgués septentrional) | 22. Brabants (brabanzón) 23. Oost-Vlaams (flamenco oriental) |

| F | Grupo sudoriental |

24. Limburgs (limburgués)
| G | Surinam |

25. Surinaams-Nederlands (neerlandés de Surinam)
| H | Antillas Neerlandesas y Aruba |

26. Antilliaans-Nederlands (neerlandés de las Antillas)
|  | Área sin dialecto propio |

FL. La provincia de Flevoland fue creada entre 1940 y 1968 a base de tierras ganadas al mar, y sus habitantes proceden de diversas regiones por lo que no se ha creado en ella un dialecto, a excepción de la antigua isla de Urk al norte de la provincia (la pequeña zona de diferente color unida por una línea a la zona marcada con el 17)
* Los dialectos marcados con un asterisco tienen un importante sustrato del idioma frisón occidental.

## Características del neerlandés

Mapa de los países con idioma neerlandés.

El neerlandés destaca por la tendencia a formar largos y, a veces, muy complicados nombres compuestos, siendo similares al alemán y a las lenguas escandinavas.
Como la mayoría de los idiomas germánicos, tiene una estructura silábica que permite grupos de consonantes bastante complejos. El neerlandés es a menudo destacado por el uso prominente de fricativas velares (a veces como una fuente de diversión o incluso sátira).
Tiene tres géneros: masculino, femenino y neutro, sin embargo, dadas las escasas diferencias gramaticales entre el masculino y el femenino, en la práctica parecen reducirse a sólo dos: común y neutro, lo cual es similar al sistema de géneros de la mayoría de las lenguas escandinavas continentales.

### Regulación
El organismo que regula la lengua es la Nederlandse Taalunie (Unión de la Lengua Neerlandesa), creada en 1986 con objeto de fijar la norma idiomática común para los Países Bajos y Bélgica. Posteriormente en 2004 se sumó Surinam.
La norma oficial se conoce como Standaardnederlands (neerlandés estándar), aunque también se la llama Algemeen Nederlands o AN (neerlandés general), término derivado del antiguo ABN (Algemeen Beschaafd Nederlands) que quedó en desuso por considerarse un término elitista.

### Lenguas vecinas
El vocabulario del idioma neerlandés mantiene un origen predominantemente germánico, lo que lo acerca al alemán considerablemente más que al inglés, pues este último ha sufrido una gran influencia del francés.
El neerlandés comparte muchos rasgos con el alemán, pero con una morfología menos complicada causada por deflexión. El sistema consonántico del neerlandés, al no haber sufrido la mutación consonántica del alto alemán tiene por el contrario más en común con las lenguas anglo-frisias y escandinavas.
El hecho de que el neerlandés no experimentase los cambios de sonido puede ser la razón por la que algunas personas digan, de forma poco rigurosa, que el neerlandés es un puente o incluso una mezcla entre el inglés y el alemán.
El neerlandés está estrechamente ligado al afrikáans (17,5 millones de hablantes), una lengua germánica hablada principalmente en Sudáfrica y Namibia. El afrikáans y el neerlandés tienen diccionarios y reglas diferentes, pero son  inteligibles entre sí. En Aruba, Bonaire y Curazao se habla el papiamento, lengua criolla derivada entre otros del portugués, español, inglés y neerlandés. En Surinam se habla sranan tongo, una lengua criolla derivada entre otros del inglés y neerlandés.

## Ortografía
El neerlandés es un idioma cuya ortografía se ha reformado según ha ido evolucionando el idioma, a diferencia de lo ocurrido con, por ejemplo, el inglés o el francés, lo que permite que la correspondencia entre cómo se escribe y cómo se lee una palabra sea inmediata. Utiliza el alfabeto latino y reserva algunas combinaciones de letras para representar sonidos específicos del idioma y que se muestran a continuación, junto a la representación en el Alfabeto Fonético Internacional:

### Vocales
| Símbolo | Ejemplo    | Ejemplo    | Ejemplo     |
| AFI     | AFI        | Ortografía | Español     |
| ------- | ---------- | ---------- | ----------- |
| ɑ       | bɑt        | bad        | baño        |
| aː      | zaːt       | zaad       | semilla     |
| ɛ       | bɛt        | bed        | cama        |
| eː      | beːt       | beet       | mordida     |
| ə       | də         | de         | artículo    |
| ɪ       | kɪp        | kip        | pollo       |
| i       | bit        | biet       | remolacha   |
| ɔ       | bɔt        | bot        | hueso       |
| oː      | boːt       | boot       | barco       |
| øː      | nøːs       | neus       | nariz       |
| u       | ɦut        | hoed       | sombrero    |
| ʏ       | ɦʏt        | hut        | cabaña      |
| y       | fyt        | fuut       | zambullidor |
| ɛi      | ɛi, ʋɛin   | ei, wijn   | huevo, vino |
| œy      | œy         | ui         | cebolla     |
| ʌu      | zʌut, fʌun | zout, faun | sal, fauno  |

### Consonantes
| Símbolo   | Ejemplo  | Ejemplo    | Ejemplo     |
| AFI       | AFI      | Ortografía | Español     |
| --------- | -------- | ---------- | ----------- |
| p         | pɛn      | pen        | bolígrafo   |
| b         | bit      | biet       | remolacha   |
| t         | tɑk      | tak        | rama        |
| d         | dɑk      | dak        | tejado      |
| k         | kɑt      | kat        | gato        |
| g         | goːl     | goal       | gol         |
| m         | mɛns     | mens       | ser humano  |
| n         | nɛk      | nek        | nuca        |
| ŋ         | ɛŋ       | eng        | tenebroso   |
| f         | fits     | fiets      | bicicleta   |
| v         | oːvən    | oven       | horno       |
| s         | sɔk      | sok        | calcetín    |
| z         | zeːp     | zeep       | jabón       |
| ʃ         | ʃaːɫ     | sjaal      | chal        |
| ʒ         | ʒyːri    | jury       | jurado      |
| x (Norte) | ɑxt      | acht       | ocho        |
| ç (Sur)   | ɑçt      | acht       | ocho        |
| ɣ (Norte) | ɣaːn     | gaan       | ir          |
| ʝ (Sur)   | ʝaːn     | gaan       | ir          |
| r         | rɑt      | rat        | rata        |
| ɦ         | ɦut      | hoed       | sombrero    |
| ʋ         | ʋɑŋ      | wang       | mejilla     |
| j         | jɑs      | jas        | abrigo      |
| l         | lɑnt     | land       | tierra/país |
| ɫ         | ɦeːɫ     | heel       | entero      |
| ʔ         | bəʔaːmən | beamen     | confirmar   |

El neerlandés hace uso de la diéresis para indicar cuándo una palabra (habitualmente originaria de otro idioma) tiene una cierta combinación que no debe interpretarse como un dígrafo de un sonido sino como una combinación de dos letras. Por ejemplo, la combinación ie representa la i larga [i] (equivalente a la i del español). Cuando en una palabra debe ir seguido el sonido i del sonido e, se escribe una diéresis sobre la e para romper el dígrafo, como por ejemplo en la palabra Italië (Italia), o en efficiënt (eficiente). Otros ejemplos serían: politeïsme (politeísmo), poëzie (poesía) o altruïsme (altruismo). También aparece sobre la o y la u en palabras tales como reünie (reunión) y coöperatie (cooperativa).
Habría que mencionar alguna grafía en desuso, pero que puede verse en algunos apellidos o topónimos:
- ae [a] que según la ortografía actual debe escribirse aa.
- ÿ [ɛi], [æi] que actualmente se debe escribir ij. No debe confundirse con la y, que en neerlandés no existe y aparece solo en palabras de origen extranjero como systeem, coyote o baby. A pesar de ello, ij es a veces escrito como y, lo cual se considera una grafía incorrecta.

La letra ij está sujeta a un cierto debate sobre si es una letra o dos. La mayoría de los diccionarios la ordenan como una i seguida de j y los listados telefónicos suelen ordenarla entre la x y la z para hacer más fácil encontrar apellidos que usen la grafía ÿ. Según la norma, es una letra que puede mecanografiarse con dos caracteres (i + j), aunque existe un símbolo en Unicode y en el juego de caracteres latín-extendido que con un carácter presenta ĳ o Ĳ como un símbolo completo (códigos x0133 y x0132). Como puede verse, la mayúscula debe escribirse IJ, nunca Ij. En los carteles en que aparezca escrita verticalmente, la letra IJ debe ocupar una sola línea, con la I y la J contiguas, sin que esté la I sobre la J.
Una singularidad ortográfica del neerlandés es la forma de distinguir las vocales cortas y largas. La norma está vinculada a la división silábica, por lo que resulta especialmente difícil para los que se inician en el idioma, aunque para los propios hablantes resulta más fácil que, por ejemplo, la norma de uso de las tildes en español.
En general, y obviando tanto las excepciones como los casos de palabras compuestas, con afijos y algunas otras singularidades:
- Cuando entre dos sílabas hay una sola consonante, la consonante siempre empieza la segunda sílaba: heu-vel (colina), au-to (coche/carro).
- Si hay dos o más consonantes seguidas, la primera consonante finaliza una sílaba y la siguiente(s) empieza la sílaba siguiente: kap-per (peluquero), As-tu-rië (Asturias).
- Una vocal corta en una sílaba aparece siempre escrita con una sola letra entre consonantes: zon (sol), stank (hedor).
- Una vocal larga en una sílaba aparece escrita:

- con una letra si la sílaba no va cerrada por una consonante: zo (así, de este modo), ka-mer (habitación).
- con dos letras si la sílaba va entre consonantes: zoon (hijo), deur (puerta), vuur-pot (brasero).

NOTA: El guion ( - ) aparece en los ejemplos anteriores solo para indicar la división silábica. Las palabras mostradas se escriben sin el guion.
El problema surge al conjugar verbos o formar plurales, en que puede ser necesario doblar vocales o consonantes para mantener la longitud de las vocales:
- man (hombre) > mannen (hombres)

La a en «man» es corta al estar entre dos consonantes. Si se añade simplemente -en para formar el plural la división de las sílabas quedaría «ma-nen»; ahora la a queda finalizando la sílaba, por lo que se debe doblar la consonante para que permanezca escrita como una a corta: mannen (man-nen)
- maan (luna) > manen (lunas)

La a en «maan» es larga como siempre que aparece doblada (aa), al añadir -en para formar el plural las sílabas que nos quedarían son «maa-nen»; ahora al estar la a finalizando la sílaba ya no es necesario que aparezca doblada para indicar que es una vocal larga, quedando entonces manen (ma-nen).
Otra peculiaridad de la ortografía del neerlandés ocurre con las palabras terminadas en -ee. Al añadir sufijos con vocales debe ponerse una diéresis sobre la vocal añadida como en el siguiente ejemplo:
- idee (idea) > ideeën (ideas)

La e larga al final de una palabra debe escribirse siempre con doble e (ee); es una singularidad de la vocal e, que al contrario que el resto de vocales, si se escribe sola se pronuncia como una e muda [ə] en lugar de como una e larga [e]. Al formar el plural añadiendo -en aparece una e triple, que aunque inexistente en el idioma, la norma indica que la e añadida debe llevar diéresis para romper la unión con la ee anterior.

## Gramática del neerlandés

### Sustantivos
El neerlandés tiene facilidad para crear sustantivos largos mediante composición, como por ejemplo «drinkwatervoorziening» (abastecimiento de agua potable), «arbeidsongeschiktheidsverzekering» (seguro de incapacidad laboral) o ya creando palabras que aunque correctas, no están recogidas en el diccionario tenemos «koortsmeetsysteemstrook» (franja del sistema de medición de fiebre), que además es un palíndromo.
El plural existe en varias formas, pero no hay reglas generales sobre el uso de ellos porque es específico para cada sustantivo.
Las dos formas de plural más frecuentes son -en: trein (tren); treinen (trenes), y la -s: appel (manzana); appels (manzanas). Palabras que terminan en una e muda suelen permitir las dos posibilidades indistintamente: hoogte (altura); hoogten (se pierde una e), hoogtes. En palabras que terminan en una vocal larga, la -s plurálica va precedida por una apóstrofo, manteniendo así la sílaba abierta: radio, radio's. Lo mismo ocurre con acrónimos, para aclarar que el plural no es parte de él: gsm (teléfono móvil); gsm's (móviles). A veces se añaden otras letras, como por ejemplo en kind (niño); kind-er-en. Ocurren cambios vocálicos en la raíz de la palabra: schip (barco); schepen (barcos), tanto como cambios consonánticos: huis (casa), huizen (casas). Existen palabras con más de un plural, donde las varias formas designan los significados diferentes de palabras homofónicas: pad (senda o sapo); paden (sendas) o padden (sapos). Aparte, existen plurales completamente irregulares: koopman (comerciante); kooplui, kooplieden (comerciantes). Este último ejemplo es parecido al español: persona; gente.
Los sustantivos en neerlandés tienen tres géneros, masculino, femenino y neutro. El género está claro cuando está ligado al sexo: vrouw (mujer) es femenino y man (hombre) es masculino, pero al igual que en español, es a veces bastante arbitrario: medicatie (medicación) es femenino, mond (boca) es masculino y huis (casa) es neutro.
A la hora de usar vocablos masculinos o femeninos no hay prácticamente diferencia gramatical, y solo el neutro tiene claras diferencias, como puede verse a continuación al hablar de los artículos. De hecho, en neerlandés los diccionarios no suelen indicar el género de la palabra sino el artículo que la acompaña, hablándose con frecuencia de het-woorden y de-woorden (palabras con het y palabras con de).

### Artículos
Los artículos pueden ser determinados e indeterminados, de género neutro o común (masculino y femenino).
- Artículo determinado Singular: de (masculino y femenino) / het (neutro)

Ik koop de plant / Ik koop het boek
«Compro la planta»/ «compro el libro»
- Artículo determinado Plural: de (masculino, femenino y neutro)

Ik koop de planten / Ik koop de boeken
«Compro las plantas»/ «compro los libros»
- Artículo indeterminado Singular: een (masculino, femenino y neutro)

Ik koop een plant / Ik koop een boek
«Compro una planta»/ «compro un libro»
- Artículo indeterminado Plural: No existe. No se ve reemplazado por otra partícula

Ik koop planten / Ik koop boeken
«Compro [unas] plantas»/ «compro [unos] libros»

### Adjetivos
Los adjetivos tienen una pequeña declinación, consistente en añadir o no una -e final, debiendo concordar con el sustantivo. 
Dependiendo de la función que realice el adjetivo tenemos:
- Como predicativo o atributo (después de un verbo) se usa siempre el adjetivo sin añadir -e:

De plant is mooi (La planta es bonita) / Het boek is mooi (El libro es bonito)
- Modificando un sustantivo (en neerlandés siempre precediendo al sustantivo) se añade -e en casi todos los casos:

- Si el sustantivo está en plural, se añade siempre -e:

Ik hou van mooie planten (Me gustan las plantas bonitas)
Ik lees mooie boeken (Leo libros bonitos)
- Si el sustantivo está en singular, depende del género y de si es determinado o no:

- Si es un sustantivo masculino o femenino, se añade siempre -e:

Ik water de mooie plant (Riego la planta bonita)
Ik wil een mooie plant kopen (Quiero comprar una planta bonita)
- Si es un sustantivo neutro singular indeterminado, no se añade -e:

Ik wil een mooi boek kopen (Quiero comprar un libro bonito)
- Si es un sustantivo neutro singular determinado, se añade -e:

Het mooie boek was duur (El libro bonito era caro)
Dit mooie boek was interessant (Este libro bonito era interesante)
- Excepciones: Algunos adjetivos nunca añaden -e:

- los adjetivos terminados en -en: open (abierto).
- los terminados en -a: prima (excelente).
- algunos casos especiales: oranje (naranja), plastic (plástico), etc.

El comparativo se forma añadiendo -er: mooier (más bonito) 
El superlativo se forma añadiendo -ste: mooiste (el/la/lo más bonito)

### Pronombres
Los pronombres personales son:
- Ik (yo).
- Je/jij (tú).
- U (usted).
- Hij (él).
- Ze/zij (ella).
- Het (ello -neutro-).
- We/wij (nosotros/as).
- Jullie (vosotros/as).
- Ze/zij (ellos/as).

Algunos pronombres se caracterizan por tener habitualmente dos formas, una átona y otra tónica, usándose la segunda cuando se quiere enfatizar:
- Je/jij (tú).
- Ze/zij (ella).
- We/wij (nosotros/as).
- Ze/zij (ellos/as).

Ejemplos:
We waren op tijd (Llegamos a la hora).
Wij waren op tijd (Nosotros llegamos a la hora).
Al hacer énfasis en nosotros, estaríamos distinguiéndonos de otros, dando a entender que los demás llegaron tarde, por ejemplo.
Dat doen ze (Eso hacen)
Dat doen zij (Eso hacen ellos)
En la primera se deja entrever que es algo que la gente en general hace, en la segunda es algo específico que hacen las personas a quienes nos estamos refiriendo.

### Verbos
Los verbos se conjugan a partir de una raíz. Los tiempos simples se forman añadiendo sufijos a la raíz y los compuestos añadiendo además un verbo auxiliar. La forma general de encontrar la raíz de un verbo es quitar el sufijo -en del infinitivo. Por ejemplo, para el verbo werken (trabajar) la raíz sería werk. En muchos casos es necesario adaptar la ortografía para mantener una vocal cerrada o abierta: horen (oír) tiene como raíz hoor. En otros casos, se reemplaza una consonante africada por una fricativa: verhuizen (mudar) tiene como raíz verhuis. Estos cambios no se consideran como irregularidades. Existen pocas aparte.
A continuación se enumeran los tiempos verbales y su conjugación en los verbos regulares, obviando algunas singularidades ortográficas o cuando se altera el orden de las palabras.
FORMAS NO PERSONALES
- Infinitivo

| raíz + en | werken | trabajar |
- Participio pasado

| ge + raíz + t/d | gewerkt | trabajado |
Hay dos grupos de verbos, dependiendo de la terminación de la raíz cruda:
- Si la raíz termina en k, f, t, c, h, p, s, se añade -t.
- En el resto de casos, se añade -d.

Los verbos compuestos a los que se añade un prefijo a la raíz forman el participio de forma distinta.
- Si el prefijo es separable: prefijo + ge + raíz + t/d (samenwerken - samengewerkt)
- Si el prefijo es no separable: prefijo + raíz + t/d (verhalen  - verhalend)

- Participio presente

| raíz + en + d | werkend | trabajador No tiene equivalente exacto en español, funciona como adjetivo |
- Formas continuas

No existe una forma de gerundio en neerlandés. Para indicar una acción en desarrollo se usa una de las siguientes construcciones:
- Verbo zijn + aan het + infinitivo en casos generales:

Ik ben aan het werken (Estoy trabajando)
- Verbo liggen/zitten/staan/lopen/hangen + te + infinitivo cuando se quiere matizar la situación en que el sujeto desarrolla la acción:

Hij staat te werken (Está trabajando) (de pie)
Hij zit te werken (Está trabajando) (sentado)

FORMAS PERSONALES
- Presente

| 1.ª singular:              | raíz      | Ik werk                            | Yo trabajo                                            |
| 2.ª singular: 3.ª singular | raíz + t  | Jij werkt Hij werkt                | Tú trabajas Él trabaja                                |
| Plural:                    | raíz + en | We werken Jullie werken Zij werken | Nosotros trabajamos Vosotros trabajáis Ellos trabajan |
- Pasado

| Singular: | raíz + te/de   | Ik werkte Jij werkte Hij werkte       | Yo trabajaba Tú trabajabas Él trabajaba                     |
| Plural:   | raíz + ten/den | We werkten Jullie werkten Zij werkten | Nosotros trabajábamos Vosotros trabajábais Ellos trabajaban |
- Pretérito perfecto

| auxiliar hebben/zijn (en presente) + participio pasado | Ik heb gewerkt Jij hebt gewerkt Hij heeft gewerkt Wij hebben gewerkt Jullie hebben gewerkt Zij hebben gewerkt | Yo he trabajado Tú has trabajado Él ha trabajado Nosotros hemos trabajado Vosotros habéis trabajado Ellos han trabajado |
A la hora de usar el auxiliar hebben o zijn nos encontramos tres grupos de verbos:
- La mayoría de los verbos usan solamente el auxiliar hebben.
- Algunos verbos usan solamente el auxiliar zijn.
- Algunos verbos pueden usarse con hebben o zijn, pero no es posible elegir, es el contexto o el sentido de la frase el que determina cual es el auxiliar que debe usarse.

Como regla general, cuando se indica un cambio de estado o una dirección se usa zijn y en el resto de los casos hebben.
- Pretérito pluscuamperfecto

| auxiliar hebben/zijn (en pasado) + participio pasado | Ik had gewerkt Jij had gewerkt Hij had gewerkt Wij hadden gewerkt Jullie hadden gewerkt Zij hadden gewerkt | Yo había trabajado Tú habías trabajado Él había trabajado Nosotros habíamos trabajado Vosotros habíais trabajado Ellos habían trabajado |
El uso del auxiliar hebben o zijn sigue las mismas reglas que para el pretérito perfecto.
- Futuro

| auxiliar zullen (en presente) + infinitivo | Ik zal werken Jij zal werken Hij zal werken Wij zullen werken Jullie zullen werken Zij zullen werken | Yo trabajaré Tú trabajarás Él trabajará Nosotros trabajaremos Vosotros trabajaréis Ellos trabajarán |
El uso del futuro es poco frecuente en neerlandés, limitándose en la práctica a la prensa, escritos oficiales o cuando indica una cierta promesa. Habitualmente para hablar de acciones en el futuro se usa:
- El presente junto a una indicación temporal como en «Morgen vertrek ik naar Amsterdam» (Mañana parto hacia Ámsterdam).
- El verbo gaan (ir) como en español la perífrasis verbal «ir a»: «Hij gaat meer studeren» (Él va a estudiar más).

- Futuro perfecto

| Auxiliar hebben/zijn (en futuro) + participio pasado { zullen (en presente) + hebben/zijn } + participio pasado | Ik zal hebben gewerkt Jij zal hebben gewerkt Hij zal hebben gewerkt Wij zullen hebben gewerkt Jullie zullen hebben gewerkt Zij zullen hebben gewerkt | Yo habré trabajado Tú habrás trabajado Él habrá trabajado Nosotros habremos trabajado Vosotros habréis trabajado Ellos habrán trabajado |
El uso del auxiliar hebben o zijn sigue las mismas reglas que para el pretérito perfecto.
- Condicional

| auxiliar zouden (en pasado) + infinitivo | Ik zou werken Jij zou werken Hij zou werken Wij zouden werken Jullie zouden werken Zij zouden werken | Yo trabajaría Tú trabajarías Él trabajaría Nosotros trabajaríamos Vosotros trabajaríais Ellos trabajarían |
- Condicional perfecto

| Auxiliar hebben/zijn (en condicional) + participio pasado { zullen (en pasado) + hebben/zijn } + participio pasado | Ik zou hebben gewerkt Jij zou hebben gewerkt Hij zou hebben gewerkt Wij zouden hebben gewerkt Jullie zouden hebben gewerkt Zij zouden hebben gewerkt | Yo habría trabajado Tú habrías trabajado Él habría trabajado Nosotros habríamos trabajado Vosotros habríais trabajado Ellos habrían trabajado |
El uso del auxiliar hebben o zijn sigue las mismas reglas que para el pretérito perfecto.

### Oraciones simples
Suele considerarse que el neerlandés tiene una estructura SOV (verbos al final de la oración) con la particularidad de que un verbo se adelanta a la segunda posición. Esto se verá al hablar de las oraciones compuestas, pues en las oraciones simples al haber un único verbo se simplifica su estructura.
En las oraciones simples la estructura es similar al español: SVO, sin embargo el neerlandés usa en realidad una estructura CL-V2, lo que significa que lo importante es que la forma conjugada del verbo va siempre en la segunda posición. Eso se hace patente cuando para enfatizar, algún complemento se antepone en la oración:
|  | Ik | ga | morgen | met de bus | naar Antwerpen |  | Voy mañana en autobús a Amberes |

|  | Morgen | ga | ik | met de bus | naar Antwerpen |  | Mañana voy en autobús a Amberes |

|  | Met de bus | ga | ik | morgen | naar Antwerpen |  | En autobús voy mañana a Amberes |

|  | Naar Antwerpen | ga | ik | morgen | met de bus |  | A Amberes voy mañana en autobús |

En el ejemplo anterior pueden verse dos normas básicas de la construcción de oraciones simples en neerlandés:
- que el verbo (en rojo) es siempre el segundo elemento de la oración.
- que el sujeto (en azul) va siempre junto al verbo.

Por tanto el orden normal es S+V, precediendo el sujeto al verbo, pero cuando se enfatiza algún complemento y este se antepone en la oración el orden se altera V+S para mantener el verbo en su puesto; este fenómeno se conoce como «inversión».
En cuanto a los diferentes complementos que pueden añadirse a la oración, el orden normal (sin enfatizar ninguno de ellos) es primero los complementos de Tiempo, después los de Modo y Frecuencia y al final los de Lugar.
|  | Ik | ga | morgen | met de bus | naar Antwerpen |
|  | S  | V  | Tiempo | Modo       | Lugar          |

### Oraciones compuestas (con más de un verbo)
Si una oración contiene más de un verbo es cuando puede verse claramente que la estructura gramatical del neerlandés es una SOV en la que un solo verbo (en la forma conjugada) se anticipa a la segunda posición, quedando los demás verbos al final de la oración.

#### Verbos auxiliares y modales
Si se trata del uso de verbos auxiliares, verbos modales o cualquier otro con un uso parecido a las perífrasis verbales del español, todas las formas verbales se colocan al final de la oración, a excepción de la forma conjugada, que es la única que pasa a la segunda posición de la oración:
- Tiempos compuestos (con hebben o zijn): pretérito perfecto, pluscuamperfecto...

|  | Ik | heb | gisterenavond | de keuken | gepoetst         |  | He limpiado la cocina ayer por la noche |
|  | S  | VC  |               |           | Verbos restantes |  |                                         |

- Tiempos que usan un verbo auxiliar: futuro, condicional...

|  | We | zouden | nu | een glaasje water | drinken          |  | Beberíamos un vaso de agua ahora |
|  | S  | VC     |    |                   | Verbos restantes |  |                                  |

- Verbos modales o perífrasis verbales: deber, querer, ir a...

|  | Jullie | moeten | het raam | elke morgen | openmaken        |  | Debéis abrir la ventana cada mañana |
|  | S      | VC     |          |             | Verbos restantes |  |                                     |

- Cualquier combinación de todo lo anterior:

|  | Jij | wilde | brood | gaan kopen               |  | Tú quisiste ir a comprar pan          |
|  | S   | VC    |       | Verbos restantes         |  |                                       |
|  |     |       |       |                          |  |                                       |
|  | Ik  | zou   | kaas  | hebben willen gaan kopen |  | Yo habría querido ir a comprar queso* |
|  | S   | VC    |       | Verbos restantes         |  |                                       |

*Esta última frase se muestra como ejemplo de cómo se sitúan todos los verbos al final de la oración, pero suena tan innecesariamente complicada casi aún más en neerlandés que en español.

#### Oraciones subordinadas
En las oraciones subordinadas siempre se colocan todos los verbos, incluidas las formas conjugadas, al final de la oración. Es como si la oración principal ya hubiera usado la posibilidad de adelantar un verbo a la segunda posición, estando ya no disponible para la oración subordinada que realiza una cierta función en la principal.
| Ik | ben | gisteren | het boek | gaan vragen  |
| S  | VC  |          |          | Verbos rest. |

| waarover je morgen gaat praten |
| Oración Subordinada            |

| waarover |  | je | morgen | gaat | praten       |
| nexo     |  | S  |        | VC   | Verbos rest. |

#### Oraciones coordinadas
En las oraciones coordinadas o yustapuestas no hay una oración principal, por lo que todas se comportan como oraciones independientes con un verbo en la segunda posición y que además pueden tener otros verbos al final de cada una.
Como ejemplo se ofrecen tres oraciones coordinadas en las que se ve que cada una tiene una estructura de oración independiente. La primera con una perífrasis verbal y varios verbos finales, la segunda con verbo modal e inversión al hacer énfasis en daarna (después) y la tercera que incluye una oración subordinada (señalada con letra itálica).
|  | Ik | ga  | mijn boek | uitlezen         |  | en   |  | daarna | kan | jij | het | lezen            |  | maar |  | het | is  | jammer | dat  | jouw broer | niet graag | leest |
|  | S1 | VC1 |           | Verbos restantes |  | Nexo |  |        | VC2 | S2  |     | Verbos restantes |  | Nexo |  | S3  | VC3 |        | Nexo | S3b        |            | VC3b  |

| Traducción aproximada: | Voy a terminar de leer mi libro | y | después puedes leerlo tú | pero | es una pena que a tu hermano no le guste leer |

#### Excepciones
Las excepciones a la norma de dejar los verbos al final de la oración son:
- Los complementos de tiempo, modo o lugar largos (y solo si comienzan por una preposición): Puede posponerse uno de los complementos al final de la oración, tras los verbos:

Orden normal: Ik heb Jan in de nieuwe winkel op de Grote Markt gezien.
Posponiendo: Ik heb Jan gezien in de nieuwe winkel op de Grote Markt.
- Las oraciones subordinadas: Quedan tras el bloque de verbos que cierran la oración principal:

Ik heb Jan gezien toen ik naar de dokter ging.
De todas formas, también la oración subordinada cumple la función de complemento (en este caso, de tiempo).

## Historia
La historia del idioma neerlandés comienza alrededor del 450-500 d. C. después que el antiguo fráncico (frankish), una de las muchas lenguas de las tribus germánicas occidentales, fuera dividido por el segundo cambio consonántico germánico mientras más o menos al mismo tiempo la expirada ley nasal «ingaevónica» condujo al desarrollo de los ancestros directos del moderno neerlandés, el bajo sajón, el frisón y el inglés.  
Los dialectos norteños del antiguo fráncico generalmente no participaron en ninguno de estos dos cambios, a excepción de una pequeña cantidad de cambios fonéticos que son conocidos hasta ahora como «antiguo bajo fráncico»; «bajo» se refiere a los dialectos que no fueron influidos por el cambio consonántico. Dentro del antiguo bajo fráncico hay dos subgrupos: antiguo bajo fráncico oriental y antiguo bajo fráncico occidental, el cual es más conocido como antiguo neerlandés. El bajo fráncico oriental habría sido en algún momento absorbido por el neerlandés, conforme este se hizo la forma dominante de bajo franconio. Dado que los dos grupos eran tan similares, es a menudo muy difícil determinar si un texto es «antiguo neerlandés» o «antiguo bajo fráncico oriental». De ahí que muchos lingüistas muchas veces no los diferencien.
El neerlandés, casualmente como otras lenguas germánicas, se divide convencionalmente en tres fases. En el desarrollo del neerlandés estas fases fueron:
- 450/500 - 1150 - antiguo neerlandés (Primero atestiguado en la Ley Sálica).
- 1150/1500 - neerlandés medio (También llamado «Diets» en el uso popular, aunque no por lingüistas).
- 1500 - al presente - neerlandés moderno (Vio la creación del neerlandés estándar e incluye el neerlandés contemporáneo).

La transición entre esas lenguas fue muy gradual y uno de los pocos momentos en que los lingüistas pueden detectar un tanto una revolución es cuando el neerlandés estándar emergió y rápidamente se autoconsagró. Se puede notar que el neerlandés estándar es muy similar a la mayoría de los dialectos del neerlandés.
El desarrollo del idioma neerlandés es ilustrado por la siguiente oración en antiguo, medio y moderno neerlandés.
«Irlôsin sol frith sêla mîna fan thên thia ginâcont mi, wanda under managon he was mit mi.» (neerlandés antiguo)
«Erlossen  sal [hi] in vrede siele mine van dien die genaken mi, want onder managon he was met mi.» (neerlandés medio)
(Usando el mismo orden de palabras)
«Verlossen zal hij in vrede ziel mijn van degenen die [te] na komen mij, want onder velen hij was met mij.» (neerlandés moderno)
(Usando la sintaxis correcta del neerlandés contemporáneo)
«Hij zal mijn ziel in vrede verlossen van degenen die mij te na komen, want onder velen was hij met mij.» (neerlandés moderno)
«Él redimirá en paz mi alma de la guerra contra mí, porque entre muchos estaba conmigo.» (Traducción al español).
Un proceso de estandarización comenzó en la Edad Media, especialmente bajo la influencia de la Corte Ducal Borgoñesa de Dijon (ubicada en Bruselas después de 1477). Los dialectos de Flandes y de Brabante fueron los más influyentes en esa época. El proceso de estandarización se hizo más fuerte a comienzos del siglo XVI, basado principalmente en el dialecto urbano de Amberes. En 1585 Amberes cayó bajo el dominio del ejército español y muchos huyeron al noroeste de los Países Bajos, especialmente a la provincia de Holanda (hoy Holanda Septentrional y Holanda Meridional, respectivamente), donde influyeron los dialectos urbanos de esa provincia. En 1637 se dio un importante paso hacia la unificación de la lengua con la primera importante traducción de la Biblia al neerlandés para que los habitantes de las Provincias Unidas pudieran entenderla.